# Аурела Гаче
Аурела Гаче (алб. Aurela Gaçe; Лакатунд, 16. октобар 1974) албанска је певачица и трострука победница Фестивала песме, албанског националног избора за песму Евровизије, која данас живи у Њујорку, САД. Аурела је представљала Албанију на Песми Евровизије 2011. са песмом Feel The Passion.